# 헤드온
헤드온은 세가/그렘린이 개발하고 1979년 세가에서 출시한 아케이드 비디오 게임이다. 미국 세가/그렘린의 레인 하우크가 디자인한 이 게임은 상업적 성공을 거두었으며 1979년 일본과 미국에서 네 번째로 높은 수익을 올린 아케이드 비디오 게임이 되었다.
세가는 같은 해 말, 속편인 Head On Part II를 출시했다. 또한, 남코의 랠리 X (1980)뿐만 아니라 다수의 클론에도 영감을 주었다.

## 게임 플레이
두 대의 자동차가 단순한 미로에서 직사각형 차로를 통해 앞으로 나아간다. 이때 차로 사이의 공간을 이용해 차로를 변경할 수 있는데, 이때 플레이어의 목표는 CPU가 조종하는 자동차들을 피해 반대 방향으로 이동하면서 점을 수집하는 것이다.

## 개발
이 게임은 미국의 세가/그렘린에서 개발했으며 레인 하우크가 디자인했다. 그는 세가가 그렘린 인더스트리스를 인수할 즈음인 1978년에 이 안을 제시했고, 일본 엔지니어가 프로토타입을 보고 관심을 보였다. 하우크의 원래 게임 디자인에는 타이머가 포함되어 있었으나, 당시 타이토의 스페이스 인베이더가 레벨 이후 다음 레벨 형태가 나타나도록 만들어졌기 때문에 스페이스 인베이더 형식처럼 만들게 했으며 이를 "게임을 크게 만드는 열쇠"라고 말했다. 게임이 완성된 후 세가는 일본에서 게임을 판매했고 그렘린은 북미에서 Monaco GP와 같은 세가의 게임을 차례로 판매했다.

## 평가
헤드 온은 상업적으로 성공했으며, 일본에서는 그렘린 인더스트리스의 가장 성공적인 수출품이 되었다. 1979년 일본에서 스페이스 인베이더, 갤럭시안, 모나코 GP에 이어 4번째로 높은 수익을 올렸고, 미국에서 스페이스 인베이더, 풋볼, 스프린트 2에 이어 네 번째로 높은 수익을 올린 아케이드 비디오 게임이 되었다.

## 유산
1982년 Commodore 64 및 VIC-20 용 이식본이 출시되었고, 가정용 시스템에는 수많은 아류작이 있었다. 헤드온은 이후 세가 새턴의 세가 메모리얼 섹션 Vol.1 및 PlayStation 2으로 나온 세가 에이지스 Vol. 23으로 출시되었다.
일본에서는 PC-8801과 샤프 MZ 컴퓨터로 이식되었고 1991년 일본 잡지 Gamest는 남코의 랠리 X (1980)를 정신적인 후계자로 간주했다.

### 속편
비슷한 속편이 원본과 같은 해에 출시되었는데, 이는 헤드 온 2로도 알려져 있다. 닌텐도는 라이선스를 받아 자회사 버전인 헤드 온 N을 출시했다.
남코의 랠리 X는 헤드온에 영감을 받아 제작되었다.
정신적인 후계작인 '패카'는 SG-1000에 출시되었다. 가짜 3D 환경을 이용한 업데이트된 그래픽과 다양한 방식으로 플레이어를 추격하는 다수의 적, 터널들, 적차를 제거하기 위해 제작된 '파워업 펠릿' 등이 추가되었다. 이러한 추가 기능으로 팩맨의 클론에 가까워진 것이 특징이다.
소닉의 헤드온이라는 제목의, 헤드온의 노키아 휴대전화 버전은 2000년 일본에서 독점적으로 출시되었다.

### 클론
엑시디의 '크래시'는 '헤드온'이 발매된 동년에 발매되었다. 이 게임은 1979년 미국에서 일곱 번째로 높은 수익을 올린 아케이드 게임이었다. 1987년 발매된 코나미의 '페스트 레인'은 '헤드온'에서 그래픽 향상과 추가적인 기능들을 더한 아케이드 게임이었다.
'헤드온'은 가정용 게임들에게도 많은 영향을 주었다. TI-99/4A로 출시된 '카 워즈', 스펙트라비디오로 출시된 '킬러 카', 아타리 2600을 '카 체이스', 아타리 8비트 패밀리로 나온 '닷지 레이서', TRS-80으로 나온 '파하드의 터널', 게임보이로 나온 '파워 레이서'가 그 예이다.